# NGC 5665
NGC 5665 هيَ مجرة حلزونية تتواجد في كوكبة العواء.